# Donjon (tổng)
Tổng là một tổng ở tỉnh Allier trong vùng Auvergne-Rhône-Alpes.

## Địa lý
Tổng này được tổ chức xung quanh Donjon thuộc quận Vichy. Độ cao thay đổi từ 222 m (Chassenard) đến 532 m (Loddes) với độ cao trung bình 311 m.

## Hành chính
| Giai đoạn        | Ủy viên        | Đảng | Tư cách           |
| ---------------- | -------------- | ---- | ----------------- |
| 21               | Jacques Cortez |      |                   |
| septembre 1988   | Jacques Cortez |      |                   |
| tháng 3 năm 1994 | Jacques Cortez | PRG  |                   |
| tháng 3 năm 2001 | Jacques Cortez | PRG  | thị trưởng Donjon |
| tháng 3 năm 2008 | Guy Labbé      | PS   |                   |

## Các đơn vị cấp dưới
Tổng Donjon gồm 13 xã với dân số là 5 222 người (điều tra năm 1999, dân số không tính trùng)
| Xã                       | Dân số | Mã bưu chính | Mã insee |
| ------------------------ | ------ | ------------ | -------- |
| Avrilly                  | 179    | 03130        | 03014    |
| Le Bouchaud              | 222    | 03130        | 03035    |
| Chassenard               | 923    | 03510        | 03063    |
| Le Donjon                | 1 168  | 03130        | 03103    |
| Lenax                    | 296    | 03130        | 03142    |
| Loddes                   | 191    | 03130        | 03147    |
| Luneau                   | 291    | 03130        | 03154    |
| Montaiguët-en-Forez      | 320    | 03130        | 03178    |
| Montcombroux-les-Mines   | 427    | 03130        | 03181    |
| Neuilly-en-Donjon        | 228    | 03130        | 03196    |
| Le Pin                   | 381    | 03130        | 03208    |
| Saint-Didier-en-Donjon   | 284    | 03130        | 03226    |
| Saint-Léger-sur-Vouzance | 312    | 03130        | 03239    |

## Biến động dân số
| 1962                                                     | 1968  | 1975  | 1982  | 1990  | 1999  |
| -------------------------------------------------------- | ----- | ----- | ----- | ----- | ----- |
| 7 128                                                    | 7 541 | 6 769 | 6 259 | 5 751 | 5 222 |
| Nombre retenu à partir de 1962 : dân số không tính trùng |       |       |       |       |       |